# Coupe du monde de snowboard 2008-2009
Navigation
Édition précédente Édition suivante
La 15e saison de Coupe du monde de snowboard commence le 7 septembre 2008 par des épreuves de half-pipe organisées en Nouvelle-Zélande et se termine le 22 mars 2009 à Valmalenco (Italie). Les 33 épreuves masculines et les 28 féminines que compte cette saison sont organisées par la Fédération internationale de ski.
La saison est interrompue en janvier pour permettre l'organisation des championnats du monde de snowboard 2009 à Gangwon (Corée du Sud).

## Classements généraux
| Rang | Nom                | Points |
| ---- | ------------------ | ------ |
| 1    | Doris Günther      | 7130   |
| 2    | Lindsey Jacobellis | 6390   |
| 3    | Amelie Kober       | 6232   |
| 4    | Jiayu Liu          | 5100   |
| 4    | Maelle Ricker      | 5100   |
| 6    | Tomoka Takeuchi    | 4670   |
| 7    | Alexandra Jekova   | 4560   |
| 8    | Sandra Frei        | 4510   |
| 9    | Helene Olafsen     | 4202   |
| 10   | Dominique Maltais  | 4080   |

| Rang | Nom                | Points |
| ---- | ------------------ | ------ |
| 1    | Siegfried Grabner  | 5520   |
| 2    | Markus Schairer    | 5450   |
| 3    | Benjamin Karl      | 5000   |
| 4    | Jasey Jay Anderson | 4882   |
| 5    | Andreas Prommegger | 4150   |
| 6    | Stefan Gimpl       | 4100   |
| 7    | Simon Schoch       | 4090   |
| 8    | Seth Wescott       | 3900   |
| 9    | Matthew Morison    | 3670   |
| 10   | Roland Fischnaller | 3480   |

| Rang | Nom                 | Points |
| ---- | ------------------- | ------ |
| 1    | Amelie Kober        | 6232   |
| 2    | Doris Günther       | 6070   |
| 3    | Tomoka Takeuchi     | 4670   |
| 4    | Claudia Riegler     | 3860   |
| 5    | Nicolien Sauerbreij | 3630   |

| Rang | Nom                | Points |
| ---- | ------------------ | ------ |
| 1    | Siegfried Grabner  | 5520   |
| 2    | Benjamin Karl      | 5000   |
| 3    | Jasey Jay Anderson | 4710   |
| 4    | Andreas Prommegger | 4150   |
| 5    | Simon Schoch       | 4090   |

| Rang | Nom                | Points |
| ---- | ------------------ | ------ |
| 1    | Lindsey Jacobellis | 6390   |
| 2    | Maelle Ricker      | 5100   |
| 3    | Sandra Frei        | 4510   |
| 4    | Dominique Maltais  | 4080   |
| 5    | Helene Olafsen     | 3670   |

| Rang | Nom              | Points |
| ---- | ---------------- | ------ |
| 1    | Markus Schairer  | 5340   |
| 2    | Seth Wescott     | 3900   |
| 3    | Nick Baumgartner | 3400   |
| 4    | Michal Novotny   | 3150   |
| 5    | Mike Robertson   | 3020   |

| Rang | Nom              | Points |
| ---- | ---------------- | ------ |
| 1    | Jiayu Liu        | 5100   |
| 2    | Shiho Nakashima  | 3320   |
| 3    | Sophie Rodriguez | 2270   |
| 3    | Soko Yamaoka     | 2270   |
| 5    | Kjersti Buaas    | 2220   |

| Rang | Nom              | Points |
| ---- | ---------------- | ------ |
| 1    | Ryoh Aono        | 2600   |
| 2    | Nathan Johnstone | 2310   |
| 3    | Gary Zebrowski   | 2159   |
| 4    | Sergio Berger    | 1850   |
| 4    | Kazuumi Fujita   | 1850   |

|      | \| Rang \| Nom \| Points \| \| ---- \| --------------- \| ------ \| \| 1 \| Stefan Gimpl \| 4100 \| \| 2 \| Marko Grilc \| 1640 \| \| 3 \| Peetu Piiroinen \| 1450 \| \| 4 \| Seppe Smits \| 1200 \| \| 5 \| Thomas Franc \| 1145 \| |        |
| Rang | Nom | Points |
| 1    | Stefan Gimpl | 4100   |
| 2    | Marko Grilc | 1640   |
| 3    | Peetu Piiroinen | 1450   |
| 4    | Seppe Smits | 1200   |
| 5    | Thomas Franc | 1145   |

## Calendrier et podiums
Répartition des épreuves :
- Chez les hommes, il y a 33 épreuves au total (5 bigs airs, 8 half-pipes, 9 snowboardcross, 7 slaloms géants parallèles et 3 slaloms parallèles + 1 épreuve de slopestyle).
- Chez les femmes, il y a 28 épreuves au total (8 half-pipes, 9 snowboardcross, 7 slaloms géants parallèles et 3 slaloms parallèles + 1 épreuve de slopestyle).

Épreuves
| - Big air : BA - Half-pipe : HP - Slalom géant parallèle : PGS | - Slalom parallèle : PSL - Snowboardcross : SBX - Slopestyle : SBS |

### Femmes
| Date                                                                   | Lieu             | Épreuve | Vainqueur          | Second            | Troisième           |
| ---------------------------------------------------------------------- | ---------------- | ------- | ------------------ | ----------------- | ------------------- |
| 07/09/2008                                                             | Cardrona         | HP      | Shiho Nakashima    | Sina Candrian     | Linn Haug           |
| 13/09/2008                                                             | Chapelco         | SBX     | Lindsey Jacobellis | Mellie Francon    | Maelle Ricker       |
| 10/10/2008                                                             | Landgraaf        | PSL     | Doris Günther      | Heidi Neururer    | Nicolien Sauerbreij |
| 31/10/2008                                                             | Saas-Fee         | HP      | Jiayu Liu          | Shiho Nakashima   | Sophie Rodriguez    |
| 14/12/2008                                                             | Limone Piemonte  | PGS     | Doris Günther      | Kimiko Zakreski   | Anke Karstens       |
| 20/12/2008                                                             | Arosa            | SBX     | Sandra Frei        | Helene Olafsen    | Nelly Moenne-Loccoz |
| 21/12/2008                                                             | Arosa            | PSL     | Heidi Neururer     | Michelle Gorgone  | Isabella Laboeck    |
| 06/01/2009                                                             | Kreischberg      | PGS     | Doris Günther      | Tomoka Takeuchi   | Claudia Riegler     |
| 07/01/2009                                                             | Kreischberg      | PSL     | Amelie Kober       | Tomoka Takeuchi   | Heidi Neururer      |
| 10/01/2009                                                             | Bad Gastein      | SBX     | Sandra Frei        | Deborah Anthonioz | Lindsey Jacobellis  |
| 11/01/2009                                                             | Bad Gastein      | SBX     | Lindsey Jacobellis | Dominique Maltais | Zoe Gillings        |
| 14/01/2009                                                             | Gujō             | HP      | Jiayu Liu          | Sun Zhifeng       | Soko Yamaoka        |
| 18 au 24 janvier 2009 • Championnats du monde à Gangwon (Corée du Sud) |                  |         |                    |                   |                     |
| 05/02/2009                                                             | Bardonecchia     | SBS     | Annulé             | Annulé            | Annulé              |
| 07/02/2009                                                             | Bardonecchia     | HP      | Kelly Clark        | Hannah Teter      | Gretchen Bleiler    |
| 13/02/2009                                                             | Cypress Mountain | SBX     | Lindsey Jacobellis | Olivia Nobs       | Helene Olafsen      |
| 14/02/2009                                                             | Cypress Mountain | HP      | Kelly Clark        | Jiayu Liu         | Hannah Teter        |
| 15/02/2009                                                             | Cypress Mountain | PGS     | Annulée            | Annulée           | Annulée             |
| 20/02/2009                                                             | Stoneham         | SBX     | Lindsey Jacobellis | Mellie Francon    | Maelle Ricker       |
| 21/02/2009                                                             | Stoneham         | HP      | Soko Yamaoka       | Shiho Nakashima   | Rana Okada          |
| 22/02/2009                                                             | Stoneham         | PGS     | Amelie Kober       | Tomoka Takeuchi   | Doris Günther       |
| 26/02/2009                                                             | Sunday River     | PGS     | Amelie Kober       | Tomoka Takeuchi   | Alexa Loo           |
| 28/02/2009                                                             | Sunday River     | SBX     | Maelle Ricker      | Helene Olafsen    | Mellie Francon      |
| 13/03/2009                                                             | La Molina        | SBX     | Lindsey Jacobellis | Sandra Frei       | Dominique Maltais   |
| 14/03/2009                                                             | La Molina        | HP      | Kjersti Buaas      | Jiayu Liu         | Elena Hight         |
| 15/03/2009                                                             | La Molina        | PGS     | Amelie Kober       | Marion Kreiner    | Michelle Gorgone    |
| 20/03/2009                                                             | Valmalenco       | SBX     | Maelle Ricker      | Dominique Maltais | Zoe Gillings        |
| 21/03/2009                                                             | Valmalenco       | HP      | Jiayu Liu          | Holly Crawford    | Sarah Conrad        |
| 22/03/2009                                                             | Valmalenco       | PGS     | Amelie Kober       | Caroline Calve    | Doris Günther       |

### Hommes
| Date                                                                   | Lieu             | Épreuve | Vainqueur          | Second             | Troisième           |
| ---------------------------------------------------------------------- | ---------------- | ------- | ------------------ | ------------------ | ------------------- |
| 07/09/2008                                                             | Cardrona         | HP      | Kohhei Kudoh       | Ryoh Aono          | Crispin Lipscomb    |
| 13/09/2008                                                             | Chapelco         | SBX     | Pierre Vaultier    | Stian Sivertzen    | Mateusz Ligocki     |
| 10/10/2008                                                             | Landgraaf        | PSL     | Benjamin Karl      | Adam Smith         | Patrick Bussler     |
| 25/10/2008                                                             | Londres          | BA      | Peetu Piiroinen    | Stefan Gimpl       | Benedikt Nadig      |
| 31/10/2008                                                             | Saas-Fee         | HP      | Janne Korpi        | Kohdai Watanabe    | Ilkka-Eemeli Laari  |
| 22/11/2008                                                             | Stockholm        | BA      | Janne Korpi        | Chris Sörman       | Seppe Smits         |
| 06/12/2008                                                             | Grenoble         | BA      | Mathieu Crepel     | Stefan Gimpl       | Jaako Ruha          |
| 14/12/2008                                                             | Limone Piemonte  | PGS     | Matthew Morison    | Sylvain Dufour     | Jasey Jay Anderson  |
| 20/12/2008                                                             | Arosa            | SBX     | Seth Wescott       | Markus Schairer    | David Speiser       |
| 21/12/2008                                                             | Arosa            | PSL     | Siegfried Grabner  | Roland Fischnaller | Zan Kosir           |
| 06/01/2009                                                             | Kreischberg      | PGS     | Siegfried Grabner  | Simon Schoch       | Mainhard Erlacher   |
| 07/01/2009                                                             | Kreischberg      | PSL     | Simon Schoch       | Rok Flander        | Zan Kosir           |
| 10/01/2009                                                             | Bad Gastein      | SBX     | Xavier de Le Rue   | Michal Novotny     | Nate Holland        |
| 11/01/2009                                                             | Bad Gastein      | SBX     | Damon Hayler       | Markus Schairer    | Mike Robertson      |
| 14/01/2009                                                             | Gujō             | HP      | Ryoh Aono          | Ben Mates          | Wancheng Shi        |
| 18 au 24 janvier 2009 • Championnats du monde à Gangwon (Corée du Sud) |                  |         |                    |                    |                     |
| 05/02/2009                                                             | Bardonecchia     | SBS     | Annulé             | Annulé             | Annulé              |
| 07/02/2009                                                             | Bardonecchia     | HP      | Mathieu Crépel     | Nathan Johnstone   | Iouri Podladtchikov |
| 13/02/2009                                                             | Cypress Mountain | SBX     | Markus Schairer    | Mike Robertson     | Seth Wescott        |
| 14/02/2009                                                             | Cypress Mountain | HP      | Shaun White        | Ryoh Aono          | Iouri Podladtchikov |
| 15/02/2009                                                             | Cypress Mountain | PGS     | Annulée            | Annulée            | Annulée             |
| 20/02/2009                                                             | Stoneham         | SBX     | Markus Schairer    | Jonathan Cheever   | Seth Wescott        |
| 21/02/2009                                                             | Stoneham         | HP      | Jeff Batchelor     | Brad Martin        | Markus Malin        |
| 21/02/2009                                                             | Stoneham         | BA      | Stefan Gimpl       | Marko Grilc        | Seppe Smits         |
| 22/02/2009                                                             | Stoneham         | PGS     | Benjamin Karl      | Siegfried Grabner  | Andreas Prommegger  |
| 26/02/2009                                                             | Sunday River     | PGS     | Benjamin Karl      | Siegfried Grabner  | Jasey Jay Anderson  |
| 28/02/2009                                                             | Sunday River     | SBX     | Graham Watanabe    | Lukas Grüner       | Ross Powers         |
| 07/03/2009                                                             | Moscou           | BA      | Stefan Gimpl       | Thomas Franc       | Marko Grilc         |
| 13/03/2009                                                             | La Molina        | SBX     | Markus Schairer    | Nick Baumgartner   | François Boivin     |
| 14/03/2009                                                             | La Molina        | HP      | Markus Keller      | Louie Vito         | Steven Fisher       |
| 15/03/2009                                                             | La Molina        | PGS     | Jasey Jay Anderson | Benjamin Karl      | Andreas Prommegger  |
| 20/03/2009                                                             | Valmalenco       | SBX     | Michal Novotny     | Nick Baumgartner   | David Speiser       |
| 21/03/2009                                                             | Valmalenco       | HP      | Gary Zebrowski     | Nathan Johnstone   | Xiaoye Zeng         |
| 22/03/2009                                                             | Valmalenco       | PGS     | Jasey Jay Anderson | Benjamin Karl      | Siegfried Grabner   |

## Bilan

### Nombre de spectateurs
Sur l'ensemble des épreuves, ce sont près de 120 000 spectateurs qui se sont déplacés sur les épreuves.